# Michael Erlewine
Michael Erlewine   (Lancaster, 18 de juliol de 1941) és un músic, astròleg, fotògraf, presentador de televisió i empresari d'internet americà que fundà la plataforma All Music Guide (més coneguda com a All Music) l'any 1991.

## Trajectòria professional
Erlewine ha tingut diverses carreres professionals al llarg de la seva vida. Com a músic, va estar actiu en l'escena folklòrica de Michigan a finals de la dècada de 1950 i principis de la dècada de 1960. El 1961, va fer autoestop amb Bob Dylan i van viatjar a Greenwich Village, Venice, Califòrnia i San Francisco. Amb el seu germà Dan, van fundar una banda de blues anomenada The Prime Movers, la qual regularment actuava a Chicago; altres membres incloïen en "Blue" Gene Tyranny (Robert Sheff). Quan el bateria marxà del grup, el van substituir per Iggy Pop (James Osterberg), qui aleshores tenia 18 anys. Els Prime Movers li van donar el sobrenom "Iggy", ja que havia format part de la banda The Iguanas. D'acord amb el biògraf Jim Ambrose, els dos anys que Ostenberg va passar en aquesta banda, li van fer conèixer "l'art, la política i l'experimentació".
El 1977 Erlewine va fundar Matrix Software. Va ser la primera persona en programar l'astrologia en microordinadors i en fer que els programes astrològics estiguessin disponibles a la comunitat astrològica. Va publicar més de quaranta llibres sobre astrologia i temes relacionats.

## Família
Erlewine i la seva esposa tenen quatre fills. És oncle del crític Stephen Thomas Erlewine.

## All Music Guide
En els 1990, Erlewine va fundar All Music Guide (allmusic.com), All Movie Guide (allmovie.com) i All Game Guide (allgame.com). El primer lloc web en concret ha esdevingut un important referent de la música popular que llicència el seu contingut a moltes altres pàgines web. El novembre de 2008 Erlewine va recuperar el control de Matrix Software i en continua sent el director d'aquesta companyia.

## Canal de televisió
Erlewine és el presentador d'un canal de televisió de 12 segments anomenat Spirit Grooves / Dharma Grooves, presentant temes sobre consciència alternativa i arribant a uns 540.000 espectadors.

## Publicacions
- Erlewine, Michael, 1992, "All-Music Guide", editor (Miller-Freeman)
- Erlewine, Michael, 1999, "All-Music Guide to the Blues", editor (Miller-Freeman)
- Erlewine, Michael, 1999, "All-Music Guide to Rock", editor (Miller-Freeman)
- Erlewine, Michael, 1997, "All-Music Guide to Country", editor (Miller-Freeman)
- Erlewine, Michael, 1996, "All-Music Guide to Jazz", editor (Miller-Freeman)
- Erlewine, Michael, 1976, "The Sun is Shining", paperback (Heart Center Publications)
- Erlewine, Michael, 1976, "Astrophysical Directions", paperback (Heart Center Publications)
- Erlewine, Michael, 1976, "Interface: Planetary Nodes”, paperback (Heart Center Publications)
- Erlewine, Michael, 1981, “Local space: Relocation Astrology”, paperback (Heart Center Publications)
- Erlewine, Michael, “Tibetan Earth Lords: Tibetan Astrology and Geomancy”, paperback (Heart Center Publications)
- Erlewine, Michael, 2007, “Astrology’s Mirror: Full-Phase Aspects”, paperback (Heart Center Publications)
- Erlewine, Michael, 1998, “Our Pilgrimage to Tibet”, paperback (Heart Center Publications)
- Erlewine, Michael, 1980, “Burn Rate: Retrogrades in Astrology”, paperback (Heart Center Publications)
- Erlewine, Michael, 2005, “Mother Moon: Astrology of ‘The Lights'”, paperback (Heart Center Publications)
- Erlewine, Michael, 2007, “Interpret Astrology: The 360 3-Way Combinations”, paperback (Heart Center Publications)
- Erlewine, Michael, 2007, “Interpret Astrology: The House Combinations”, paperback (Heart Center Publications)
- Erlewine, Michael, 2007, “Interpret Astrology: The Planetary Combinations”, paperback (Heart Center Publications)
- Erlewine, Michael, 2008, “Astrology of the Heart: Astro-Shamanism”, paperback (Heart Center Publications)
- Erlewine, Michael, 2008, “The Astrology of Space”, paperback (Heart Center Publications)
- Erlewine, Michael, 2008, “StarTypes: Life-Path Partners”, paperback (Heart Center Publications)
- Erlewine, Michael, 2008, “How to Learn Astrology”, paperback (Heart Center Publications)
- Erlewine, Michael, 2008, “The Art of Feng Shui”, paperback (Heart Center Publications)
- Erlewine, Michael, 2008, “Tibetan Astrology”, paperback (Heart Center Publications)
- Erlewine, Michael, 2010, “Experiences with Mahamudra”, paperback (Heart Center Publications)
- Erlewine, Michael, 2010, “Nature in the Backyard”, paperback (Heart Center Publications)
- Erlewine, Michael, 2010, “Dharma Poems”, paperback (Heart Center Publications)
- Erlewine, Michael and Stanley Livingston, 2010, “Blues in Black & White: The Landmark Ann Arbor Blues Festivals”, paperback (University of Michigan Press)